# أدريان بوبسكو
أدريان بوبسكو (بالرومانية: Adrian Popescu) (مواليد 26 يوليو 1960) هو لاعب كرة قدم. يلعب مع منتخب رومانيا لكرة القدم. سبق له أن لعب في كأس العالم لكرة القدم مع منتخب بلاده.

## روابط خارجية
- أدريان بوبسكو على موقع الاتحاد الأوربي (الإنجليزية)
- أدريان بوبسكو على موقع قاعدة بيانات كرة القدم.إي يو (الإنجليزية)
- أدريان بوبسكو على موقع ناشيونال فوتبول تيمز (الإنجليزية)
- أدريان بوبسكو على موقع عالم كرة القدم.نت (الإنجليزية)